# Садиатт
Садиатт — 28-й царь Лидии, третий царь из династии Мермнадов. Правил с 629 по 617 год до н. э.. Геродот в своей «Истории» писал о том, что Садиатт правил 12 лет.
Садиатт унаследовал от деда Гига и отца Ардиса сильное государство.
Последние 6 лет своего царствования Садиатт вёл войну с ионийским городом Милетом, которую затем продолжил его сын Алиатт. Особенность войны заключалась в том, что сухопутные силы лидийцев были сильнее, а милетяне господствовали на море. Курийцы не могли взять укреплённый город. Осада, из-за морских сил милетян, была бесперспективной. Тактика лидийцев заключалась в том, что они ежегодно нападали на землю врага, сжигая посевы, но сохраняя при этом дома. Дома лидийский царь не разрушал для того, чтобы милетяне могли, живя в них, засевать и вспахивать свои поля вновь. Каждый последующий год войско лидийцев вновь уничтожало посевы.